# سكوت روبن
سكوت روبن (بالإنجليزية: Scott Reuben)‏ هو طبيب تخدير أمريكي، ولد في 1959.